# Entrepôts du Printemps
Les Entrepôts du Printemps sont des bâtiments logistiques d'entreposage créés à partir de 1905 pour et à l'effigie des Grands Magasins du Printemps. 
Ils sont situés boulevard du Général-Leclerc à Clichy.

## Description

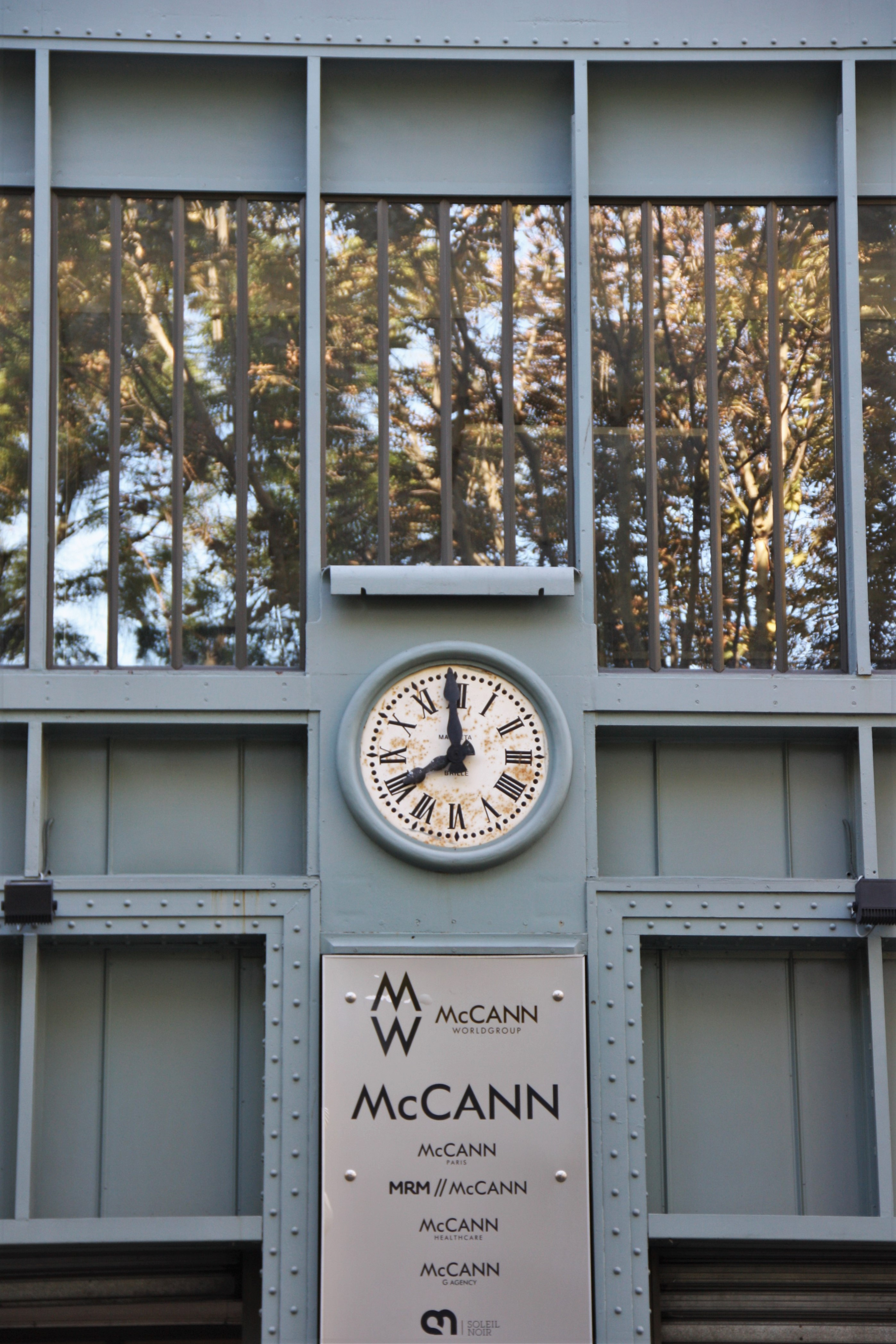
Anciens entrepôts du Printemps.

Les entrepôts sont réalisés selon les plans architectes Abel Simonet et Ernest Papinot, selon les techniques nouvelles de l'ingénieur François Hennebique dans le domaine du béton armé, et sont représentatifs de l'Art nouveau à Paris.
La charpente a été réalisée par les ateliers Moisant-Laurent-Savey.
Les céramiques sont l'œuvre d'Alexandre Bigot.
Une annexe a été ajoutée en 1923 et 1930 par Jules Demoisson et Georges Wybo.

## Historique

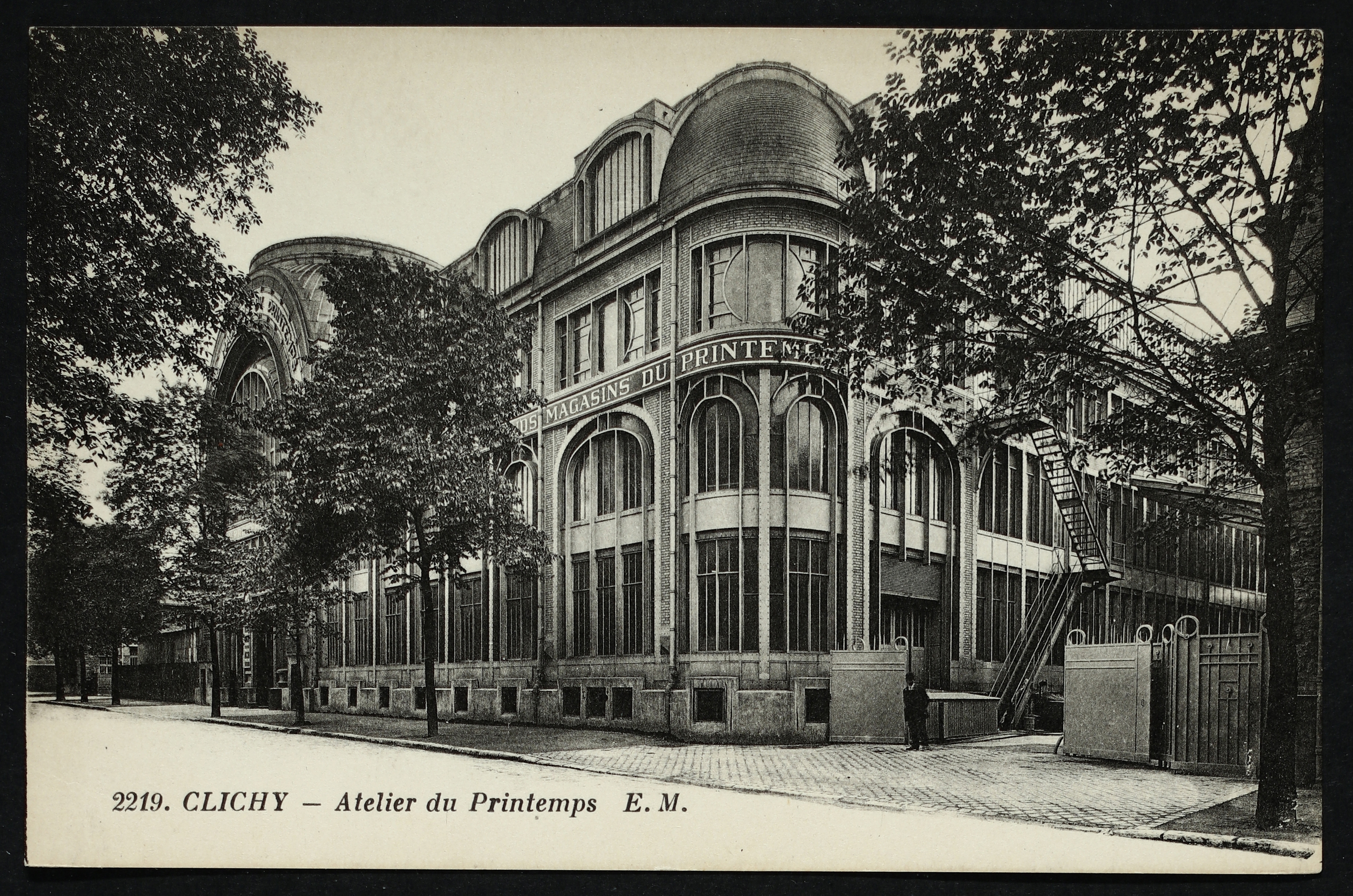
Carte postale - Clichy-la-Garenne - Atelier du Printemps.

Ces entrepôts servaient au stockage de marchandises et d'ateliers de confection.
Une réhabilitation est entreprise à partir 1993 sous la direction des architectes Philippe Robert et Bernard Reichen. 
Après avoir appartenu au groupe Prisunic, puis à la Fnac, c'est aujourd'hui le siège de la filiale française d'Amazon. 

## Protection
Les façades et toitures sont inscrites partiellement au titre des monuments historiques en 1991.